# Tàn dư cụm sao mở
Trong thiên văn học, tàn dư cụm sao mở (OCR) là giai đoạn cuối cùng trong quá trình tiến hóa của cụm sao mở.

## Học thuyết
Viktor Ambartsumian (1938) và Lyman Spitzer (1940) đã chỉ ra rằng, từ quan điểm lý thuyết, không thể để một cụm sao bốc hơi hoàn toàn; hơn nữa, Spitzer đã chỉ ra hai kết quả cuối cùng có thể cho sự tiến hóa của cụm sao: sự bốc hơi gây ra sự va chạm vật lý giữa các ngôi sao, hoặc quá trình bay hơi diễn ra cho đến khi hệ thống sao đôi ổn định hoặc cao hơn được tạo ra.

## Quan sát
Sử dụng các tấm lăng kính khách quan, Lodén (1987, 1988, 1993) đã điều tra số lượng có thể có của tàn dư cụm mở trong Thiên hà của chúng ta theo giả định rằng các ngôi sao trong các cụm này phải có độ sáng và loại quang phổ tương tự. Ông phát hiện ra rằng khoảng 30% các thiên thể trong mẫu của mình có thể được phân loại thành một loại tàn dư cụm có thể. Số thành viên của các đối tượng này là ≥ 15. Độ tuổi tiêu biểu của các hệ thống này là khoảng 150 Myr với phạm vi 50-200 Myr. Chúng cho thấy mật độ nhị phân đáng kể và một số lượng lớn sao đôi. Các ngôi sao của các OCR này có xu hướng rất lớn và do đó các ngôi sao loại sớm (AF) mặc dù phương pháp quan sát này bao gồm hiệu ứng lựa chọn đáng chú ý vì quang phổ loại sáng sớm dễ phát hiện hơn so với các loại mờ hơn và sau này. Trên thực tế, hầu như không có ngôi sao nào có loại quang phổ muộn hơn F xuất hiện giữa các thiên thể của nó. Mặt khác, kết quả của ông không hoàn toàn kết luận vì có những vùng đã biết trên bầu trời có nhiều ngôi sao cùng loại quang phổ nhưng trong đó rất khó tìm thấy hai ngôi sao có cùng chuyển động hoặc vận tốc hướng tâm giống nhau. Một ví dụ nổi bật của thực tế này là Upgren 1; ban đầu, có ý kiến cho rằng nhóm nhỏ gồm 7 ngôi sao F này là tàn dư của một cụm sao cũ (Upgren & Rubin 1965) nhưng sau đó, Gatewood et al. (1988) đã kết luận rằng Upgren 1 chỉ là sự liên kết ngẫu nhiên của các ngôi sao F do sự kết hợp chặt chẽ giữa các thành viên của hai bộ sao khác nhau. Thời gian gần đây, Stefanik et al. (1997) đã chỉ ra rằng một trong các bộ được hình thành bởi 5 sao bao gồm sao đôi dài hạn và hệ thống ba sao bất thường.

## Mô phỏng
Về mô phỏng số, đối với các hệ thống có khoảng 25 đến 250 sao, von Hoerner (1960, 1963), Aarseth (1968) và van Albada (1968) cho rằng kết quả cuối cùng của sự tiến hóa của cụm mở là một hoặc nhiều sao đôi ràng buộc chặt chẽ (hoặc thậm chí là một hệ thống ba cấp bậc). Van Albada đã chỉ ra một số ứng cử viên quan sát (σ Ori, ADS 12696, Oph, 1 Cas, 8 Lac và 67 Oph) là OCRs và Wielen (1975) chỉ ra một người khác, nhóm di chuyển Ursa Major (Collinder 285).